# Tom Schulman
Thomas H. Schulman, noto come Tom Schulman (Nashville, 20 ottobre 1950), è uno sceneggiatore, produttore cinematografico e produttore televisivo statunitense, noto per il film L'attimo fuggente, che gli è valso l'Oscar alla migliore sceneggiatura originale.

## Filmografia

### Cinema

#### Regista e sceneggiatore
- Otto teste e una valigia (8 Heads in a Duffel Bag) (1997)

#### Sceneggiatore
- L'attimo fuggente (Dead Poets Society), regia di Peter Weir (1989)
- Tesoro, mi si sono ristretti i ragazzi (Honey, I Shrunk the Kids), regia di Joe Johnston (1989)
- A.A.A. Detective chiaroveggente offresi (Second Sight), regia di Joel Zwick (1989)
- Tutte le manie di Bob (What About Bob?), regia di Frank Oz (1991)
- Mato Grosso (Medicine Man), regia di John McTiernan (1992)
- Il genio (Holy Man), regia di Stephen Herek (1998)
- Due candidati per una poltrona (Welcome to Mooseport), regia di Donald Petrie (2004) - anche produttore